# استیلر و میرا

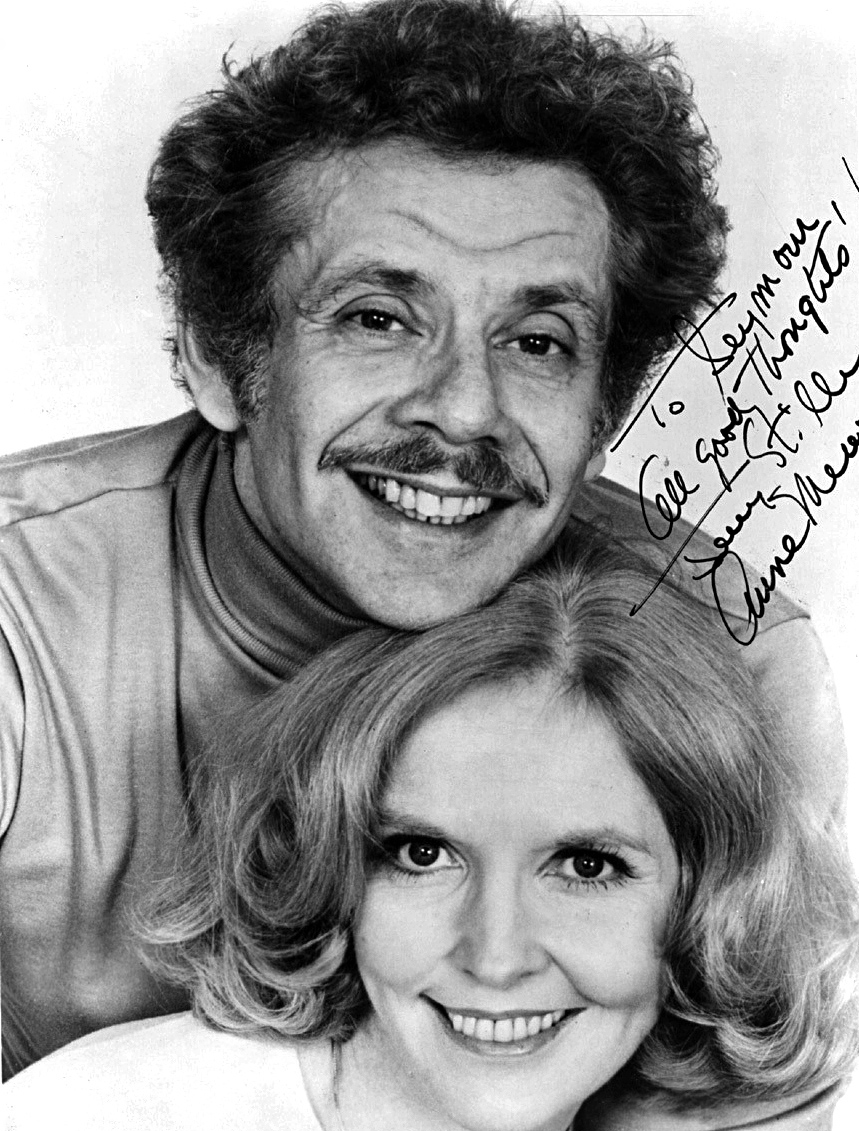
عکس تبلیغاتی از جری استیلر و آن ماره با یک امضا، ۱۹۶۵

استیلر و میرا یک تیم کمدی زن و شوهر بودند که از جری استیلر و آن میرا تشکیل شده بودند و در درجه اول در دهه ۱۹۶۰ و ۱۹۷۰ محبوبیت داشتند. این دوتایی نمایش‌های مکرر در برنامه‌های مختلف تلویزیونی مانند نمایش اد سالیوان داشتند.

## حرفه
استیلر و میارا از اولین فارغ التحصیلان گروه کمدی بداهه  شهر دوم بودند که مشهور شدن. هنگامی که نمایش‌های متنوع در اواخر دهه ۱۹۷۰ کمیاب شدند، آنها یک برنامه کوتاه هماهنگ، تنها ۵ دقیقه طول داشتند، که بلافاصله پس از شنبه شب زنده در شرکت وابسته NBC در بازار واشینگتن، دی سی اجرا شد. آنها همچنین تبلیغات رادیویی طنز انجام دادند. در اواسط دهه ۱۹۷۰، استیلر و میارا در محل سکونت رودا دو حضور مشترک داشتند . (میارا در طول فصل سوم این نمایش یک‌نیمه معمولی بود و استیلر دو بار در نقش شوهر سابق شخصیت خود ظاهر شد).)
آنه ماره از سالهای ۱۹۷۹ تا ۸۲ با ورونیکا رونی، آشپز در مکان Archie Bunker's بازی کرد. او غالباً عاقلان کاری می‌کرد و به آرکی سخت می‌داد. او اصرار داشت که آرچی همچنین برادرزاده همجنسگرا خود فرد را بعنوان یک خدمتکار استخدام کند تا به وی در پرداخت هزینه حقوق دانشکده حقوق کمک کند. او یک الکلی بود و از نظر شخصی دوست داشت تا با همسر سابق خود، کارمین (که در چند قسمت ظاهر شد، با بازی استیلر) آشتی کند، اما می‌دانست که این اتفاق نخواهد افتاد. ماره در تمام فصل سوم نمایش به‌طور پراکنده ظاهر شد و قبل از سال چهارم و آخر سال این نمایش را ترک کرد.
با وجود این، سریال و سریال به تدریج ناپدید شدند، اما زندگی حرفه ای استیلر و میارا کاهش یافت. کمدین تلویزیون خود در سال ۱۹۸۶، دوچرخه، نمایش استیل و مهارا، که در آن استیلر معاون شهردار نیویورک را بازی می‌کرد و مهارا همسرش، یک بازیگر تجاری تلویزیونی را به تصویر کشید، ناموفق بود. استیلر با سریال بعدی خود با بازی پدر جورج کاستانزا در Seinfeld شانس بهتری داشت.
در سال ۱۹۹۹ و از ۲۰۰۳ تا ۲۰۰۷، استیلر و میارا در چندین قسمت از پادشاه کوئینز دوباره به هم پیوستند که در آن استیلر نقش حمایتی آرتور اسپونر را بازی کرد.
کمدین‌ها و بازیگران ایمی استیلر و بن استیلر فرزندان واقعی زندگی آنها هستند.
در ۲۳ مه ۲۰۱۵، آن مهارا بر اثر سکته مغزی در منهتن، نیویورک، آمریکا درگذشت
پیش از مرگ Meara در سال ۲۰۱۵، این دوئل در سریال‌های وب از Red Hour Digital با بازیگران سریال ایفای نقش می‌کرد، که در آن مباحث جاری را مورد بحث قرار می‌داد.
در ۱۱ مه ۲۰۲۰، جری استیلر به دلایل طبیعی در منهتن، نیویورک، ایالات متحده درگذشت

## ضبط‌ها
- ارائه احساسات کمدی جدید آمریکا! (۱۹۶۳، Verve V 15038)
- زندگی جنسی پراید (و سایر بیت‌های شایعات) (۱۹۶۳، Verve V / V6-15043)
- اد سالیوان دو نفر آخر دنیا را معرفی می‌کند: جری استیلر و آن ماره (۱۹۶۷، کلمبیا CL 2742 / CS 9542)
- وقتی دوست دارید بخندید   - جری استیلر و آن ماره (۱۹۷۳، آتلانتیک SD 7249 ، انتشار مجدد ۲۰۰۵، جمع‌آوری COL 6591)
- سالهای سالیوان: کلاس‌های کمدی (۱۹۹۱، TVT ضبط TVT-9432-2)